# Orthopsyche imbah
Orthopsyche imbah là một loài Trichoptera trong họ Hydropsychidae. Chúng phân bố ở miền Australasia.